# Pedro Aparicio Sánchez
Pedro Aparicio Sánchez   (Madrid, 4 d'octubre de 1942 - Màlaga, 25 de setembre de 2014) va ser un polític i metge espanyol. Llicenciat en Medicina per la Universitat Complutense de Madrid (1966) i graduat a l'Escola Oficial de Periodisme de Madrid (1973). Va doctorar-se amb Premi Extraordinari, en Medicina i Cirurgia per la Universitat Autònoma de Barcelona (1976) i va ser cap de la Secció de Cirurgia Vascular de la Residència Sanitària de Màlaga. Va ser és professor titular de Cirurgia en la Facultat de Medicina de la Universitat de Màlaga.
Militant del PSOE, ha estat alcalde de Màlaga durant quatre legislatures, des de 1979 a 1995 i president (el primer) de la Federació Espanyola de Municipis i Províncies (FEMP). Membre de la Conferència de Poders Locals del Consell d'Europa de 1980 a 1994. Fou elegit diputat a les eleccions al Parlament Europeu de 1994 i 1999.
Va publicar Sur de Europa, una selecció d'articles publicats al diari Sur entre 2004 i 2007.
Durant els seus mandats municipals es van realitzar diferents projectes per al desenvolupament de Màlaga. Destaquen entre ells la compra i obertura al públic de la casa natal de Picasso, Jardí Botànic La Concepción i Teatre Cervantes, la creació de l'Orquestra Simfònica de Màlaga, el sanejament integral de la ciutat, el nou Parc Cementiri, els Passejos Marítims de l'Est o la pavimentació i enllumenat de 52 barriades.